# Gerichtsstrukturgesetz
Das Gerichtsstrukturgesetz regelt die Einrichtung der Gerichte und Staatsanwaltschaften des Landes Mecklenburg-Vorpommern und deren örtliche Zuständigkeit. Die örtliche Zuständigkeit der Gerichte wird neben dem Gerichtsstrukturgesetz auch durch dessen Ausführungsgesetz, einige Verordnungen des Justizministeriums und Staatsverträge mit anderen Ländern geregelt.
Das Gerichtsstrukturgesetz wurde mehrfach geändert, wobei die letzte Reform vom November 2013 zu zahlreichen Protesten führte. Mit einem Volksbegehren wandten sich über 120.000 Bürger vor allem gegen die Standortschließungen einiger Amtsgerichte. Am 6. September 2015 fand hierzu ein Volksentscheid statt. Dieser scheiterte allerdings am Zustimmungsquorum.
Die Verfassungsgerichtsbarkeit ist nicht im Gerichtsstrukturgesetz normiert. Regelungen zum Landesverfassungsgericht Mecklenburg-Vorpommern sind stattdessen im Landesverfassungsgerichtsgesetz und in der Landesverfassung enthalten.

## Inhalt

### Gerichte
Das Gesetz legt folgende Gerichtsstruktur für Mecklenburg-Vorpommern fest:
| Ordentliche Gerichtsbarkeit                                                                     | Ordentliche Gerichtsbarkeit | Ordentliche Gerichtsbarkeit |
| ----------------------------------------------------------------------------------------------- | --- | --- |
| Oberlandesgericht Rostock                                                                       | Landgericht Schwerin | Amtsgericht Ludwigslust Amtsgericht Schwerin Amtsgericht Wismar Amtsgericht Gadebusch (aufgehoben am 31. Dezember 1997) Amtsgericht Grevesmühlen (aufgehoben am 13. Juli 2015) Amtsgericht Hagenow (aufgehoben am 16. März 2015) Amtsgericht Parchim (aufgehoben am 11. Mai 2015) Amtsgericht Plau am See (aufgehoben am 31. Dezember 1997) Amtsgericht Sternberg (aufgehoben am 31. Dezember 1997) |
| Oberlandesgericht Rostock                                                                       | Landgericht Rostock | Amtsgericht Güstrow Amtsgericht Rostock Amtsgericht Bad Doberan (aufgehoben am 11. Mai 2015) Amtsgericht Bützow (aufgehoben am 31. Dezember 1997) Amtsgericht Ribnitz-Damgarten (bis 30. September 1994) Amtsgericht Teterow (ab 1. Oktober 1994, aufgehoben am 31. Dezember 1997) |
| Oberlandesgericht Rostock                                                                       | Landgericht Stralsund | Amtsgericht Greifswald Amtsgericht Stralsund Amtsgericht Anklam (aufgehoben am 6. Oktober 2014) Amtsgericht Bergen auf Rügen (aufgehoben am 23. November 2015) Amtsgericht Demmin (bis 30. September 1994) Amtsgericht Grimmen (aufgehoben am 31. Dezember 1997) Amtsgericht Pasewalk (bis 30. September 1994) Amtsgericht Ribnitz-Damgarten (ab 1. Oktober 1994, aufgehoben am 27. Februar 2017) Amtsgericht Ueckermünde (bis 30. September 1994) Amtsgericht Wolgast (aufgehoben am 31. August 2015)                                                                                   |
| Oberlandesgericht Rostock                                                                       | Landgericht Neubrandenburg | Amtsgericht Neubrandenburg Amtsgericht Pasewalk (ab 1. Oktober 1994) Amtsgericht Waren (Müritz) Amtsgericht Altentreptow (aufgehoben am 31. Dezember 1997) Amtsgericht Demmin (ab 1. Oktober 1994, aufgehoben am 28. September 2015) Amtsgericht Malchin (aufgehoben am 31. Dezember 1997) Amtsgericht Neustrelitz (aufgehoben am 2. Februar 2015) Amtsgericht Röbel (aufgehoben am 31. Dezember 1997) Amtsgericht Strasburg (aufgehoben am 31. Dezember 1997) Amtsgericht Teterow (bis 30. September 1994) Amtsgericht Ueckermünde (ab 1. Oktober 1994, aufgehoben am 1. Dezember 2014) |
| Arbeitsgerichtsbarkeit                                                                          | | |
| Landesarbeitsgericht Mecklenburg-Vorpommern (in Rostock)                                        | Arbeitsgericht Rostock Arbeitsgericht Schwerin Arbeitsgericht Stralsund Arbeitsgericht Neubrandenburg (ab 1. Januar 2002, aufgehoben am 6. Oktober 2014) Arbeitsgericht Neustrelitz (aufgehoben am 31. Dezember 2001) | Arbeitsgericht Rostock Arbeitsgericht Schwerin Arbeitsgericht Stralsund Arbeitsgericht Neubrandenburg (ab 1. Januar 2002, aufgehoben am 6. Oktober 2014) Arbeitsgericht Neustrelitz (aufgehoben am 31. Dezember 2001) |
| Sozialgerichtsbarkeit                                                                           | | |
| Landessozialgericht Mecklenburg-Vorpommern (in Neustrelitz, bis 1. März 2015 in Neubrandenburg) | Sozialgericht Neubrandenburg Sozialgericht Rostock Sozialgericht Schwerin Sozialgericht Stralsund | Sozialgericht Neubrandenburg Sozialgericht Rostock Sozialgericht Schwerin Sozialgericht Stralsund |
| Verwaltungsgerichtsbarkeit                                                                      | | |
| Oberverwaltungsgericht Mecklenburg-Vorpommern (in Greifswald)                                   | Verwaltungsgericht Greifswald Verwaltungsgericht Schwerin | Verwaltungsgericht Greifswald Verwaltungsgericht Schwerin |
| Finanzgerichtsbarkeit                                                                           | | |
| Finanzgericht Mecklenburg-Vorpommern (in Greifswald)                                            | | |

Zudem wurden sechs Zweigstellen eingerichtet, die jeweils einem Amtsgericht zugeordnet sind.
| Amtsgericht    | Zweigstelle      |
| -------------- | ---------------- |
| Ludwigslust    | Parchim          |
| Neubrandenburg | Demmin           |
| Pasewalk       | Anklam           |
| Wismar         | Grevesmühlen     |
| Waren (Müritz) | Neustrelitz      |
| Stralsund      | Bergen auf Rügen |

In der Anlage zum Gesetz wird die Zugehörigkeit der jeweiligen Gemeinden Mecklenburg-Vorpommerns zu einem Amtsgerichtsbezirk festgelegt.

### Staatsanwaltschaften

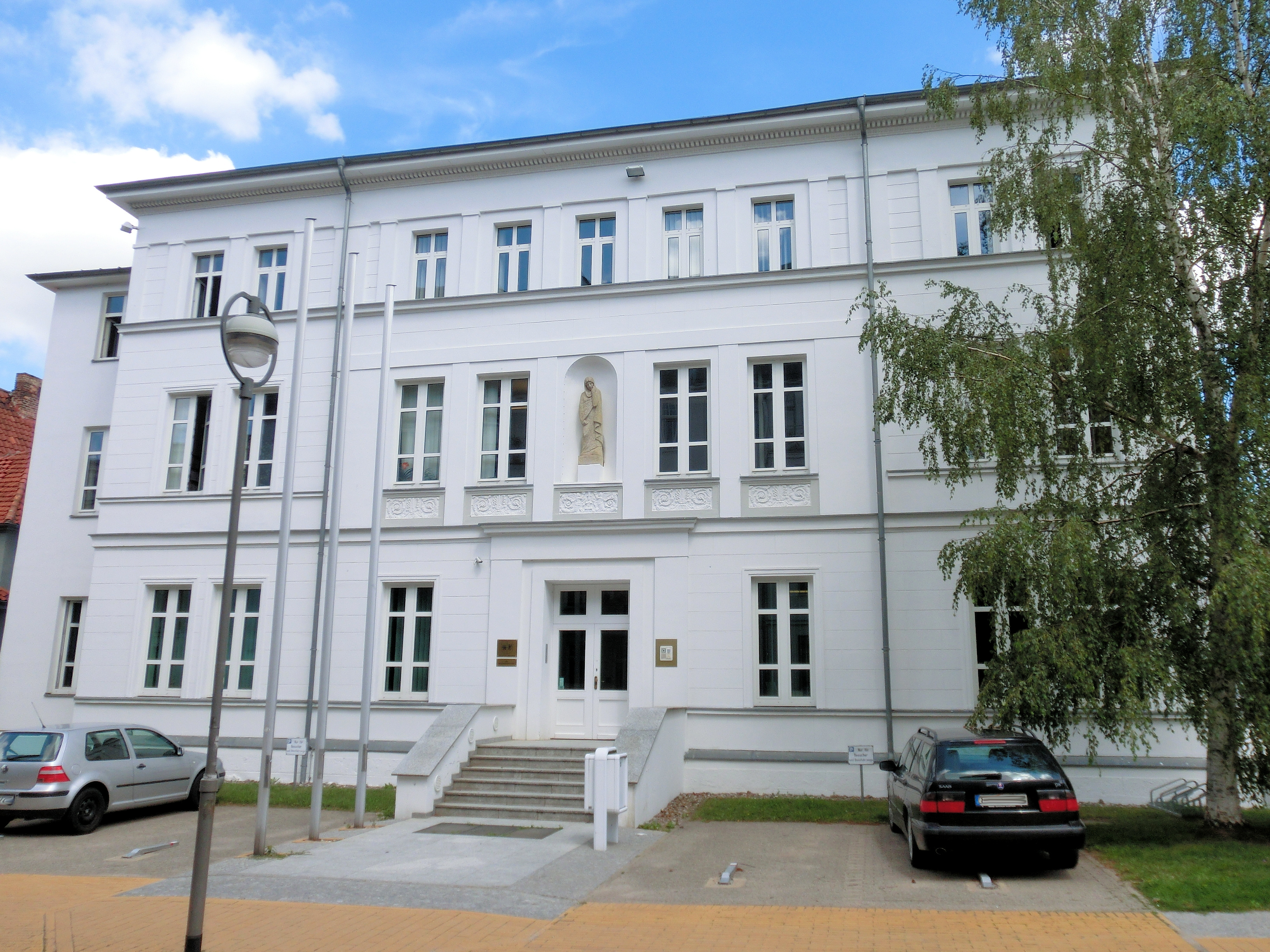
Sitz der Generalstaatsanwaltschaft Rostock

Beim Oberlandesgericht Rostock wurde die Generalstaatsanwaltschaft Rostock eingerichtet. Sie ist für die Gerichtsbezirke der Landgerichte und somit für das Gebiet des gesamten Landes zuständig. Die in den jeweiligen Landgerichtsbezirken zuständigen Staatsanwaltschaften wurden bei den Landgerichten Neubrandenburg, Rostock, Schwerin und Stralsund eingerichtet.
Das Gerichtsstrukturgesetz regelt nicht die Bildung von Schwerpunktstaatsanwaltschaften. In Mecklenburg-Vorpommern wurden durch eine Verwaltungsvorschrift Schwerpunktstaatsanwaltschaften zur Bearbeitung von Wirtschaftsstrafsachen eingerichtet.

### Verordnungsermächtigung
Des Weiteren enthält das Gerichtsstrukturgesetz eine Ermächtigungsgrundlage. Demnach wird das Justizministerium ermächtigt für bestimmte Fälle, wie der Aufhebung eines Gerichts, Rechtsverordnungen zu erlassen. Davon wurde im Januar 2014 mit der Zweigstellenverordnung Gebrauch gemacht. Hiergegen klagte das Präsidium des Amtsgerichts Stralsund vor dem Oberverwaltungsgericht Mecklenburg-Vorpommern. Im Rahmen einer Normenkontrolle bestätigte dieses zwar in seinem Urteil vom 2. Juni 2015 die Befugnis des Landtages Mecklenburg-Vorpommern eine solche Verordnungsermächtigung zu erlassen. Die konkrete Ausgestaltung der Zweigstellenverordnung schränkt nach Meinung des Oberverwaltungsgerichts allerdings die Befugnis des Amtsgerichtspräsidiums zur Geschäftsverteilung ein. Dies sei ein Verstoß gegen das Gerichtsverfassungsgesetz und somit gegen höherrangiges Bundesrecht.
Dem voraus ging eine Normenkontrollklage des Präsidiums des Amtsgerichts Bergen auf Rügen, welche im März 2015 wegen fehlender Antragsberechtigung als unzulässig abgewiesen wurde. Das Oberverwaltungsgericht ließ keine Revision gegen dieses Urteil zu. Eine Beschwerde hiergegen hatte vor dem Bundesverwaltungsgericht keinen Erfolg.
Da die Zweigstellenverordnung in wesentlichen Teilen für unwirksam erklärt wurde, erließ das Justizministerium im September 2015 eine Verordnung zu deren Änderung.

## Reformen

### Erstes, zweites und drittes Änderungsgesetz
Die ursprüngliche Fassung des Gerichtsstrukturgesetzes vom 19. März 1991 wurde mehrfach reformiert. So wechselten durch das Inkrafttreten des ersten Gerichtsstrukturänderungsgesetzes (GStrukÄndG) am 1. Oktober 1994 einige der insgesamt 31 Amtsgerichte in einen anderen Landgerichtsbezirk. Außerdem wurden sämtliche Gerichtsbezirke dem nach der Kreisreform von 1994 geltenden Gebietsstand angepasst.
Mit dem zweiten Änderungsgesetz vom 18. Dezember 1995 wurde das Arbeitsgericht Neustrelitz am 1. Januar 2002 nach Neubrandenburg verlegt.
Durch das Gesetz über kostensenkende Strukturmaßnahmen wurde das Gerichtsstrukturgesetz ein drittes Mal geändert und dessen Neufassung am 7. April 1998 im Gesetz- und Verordnungsblatt bekanntgemacht. Es kam zu einer Umwandlung von zehn Amtsgerichten in Zweigstellen, welche nacheinander schrittweise bis Mai 2009 geschlossen wurden.

### Gerichtsstrukturneuordnungsgesetz
Am 9. Oktober 2013 beschloss der Landtag mit Mehrheit der Regierungsfraktionen CDU und SPD das Gerichtsstrukturneuordnungsgesetz, welches ab dem 6. Oktober 2014 eine schrittweise Reduzierung der Amtsgerichte von 21 auf 10 und die Errichtung von 6 Zweigstellen vorsah. Ebenso wurde das Arbeitsgericht Neubrandenburg aufgehoben und zur auswärtigen Kammer des Arbeitsgerichts Stralsund umgewandelt. Weitere Änderungen betrafen unter anderem das Landessozialgericht, welches am 2. März 2015 seinen Sitz von Neubrandenburg nach Neustrelitz verlegt hat. Außerdem fügte man die Verordnungsermächtigung ins Gerichtsstrukturgesetz ein, woraufhin die Zweigstellenverordnung erlassen wurde.
Proteste gegen die Gerichtsstrukturreform von 2013 führten bereits vor Verabschiedung des Neuordnungsgesetzes zu der Volksinitiative „Für den Erhalt einer bürgernahen Gerichtsstruktur in Mecklenburg-Vorpommern“ mit etwa 36.000 Unterstützern. Der Landtag stimmte dem Antrag der Volksinitiative zwar zu, sah darin mehrheitlich jedoch keinen Widerspruch zur geplanten Reform. Es folgte ein Volksbegehren, bei dem der Verein Pro Justiz Mecklenburg-Vorpommern und der Richterbund Mecklenburg-Vorpommern rund 150.000 Unterschriften für einen Gesetzentwurf zur Aufhebung der Reform sammelten und am 9. Dezember 2014 an die Landtagspräsidentin Sylvia Bretschneider übergaben. Die Auszählung und Prüfung der Stimmen wurde bei einem Stand von 120.312 gültigen Unterschriften beendet. Da die damals geltende Mindestanzahl von 120.000 Stimmen überschritten wurde, musste der Landtag sich mit dem Gesetzentwurf des Volksbegehrens beschäftigen. Dieser blieb jedoch bei seiner Auffassung und lehnte den Gesetzentwurf des Volksbegehrens am 3. Juni 2015 mit Regierungsmehrheit ab, sodass am 6. September 2015 ein Volksentscheid gegen die Gerichtsstrukturreform durchgeführt wurde. Die Fraktionen Bündnis 90/Die Grünen und Die Linke hatten von September 2014 bis Juni 2015 drei Gesetzentwürfe zur Aufschiebung der Reform eingebracht, welche ebenfalls keine Mehrheit fanden.
Der Volksentscheid ist unecht gescheitert. Das Zustimmungsquorum von 33,3 Prozent der Stimmberechtigten wurde nicht erreicht, sodass die Gerichtsstrukturreform weiter vollzogen wurde.
Außerdem legte ein in Ahlbeck kanzleiansässiger Rechtsanwalt gegen die Aufhebung der Amtsgerichte Anklam und Wolgast eine Verfassungsbeschwerde ein. Das Landesverfassungsgericht verwarf diese allerdings als unzulässig.
Mit Aufhebung des Amtsgerichtes Ribnitz-Damgarten am 27. Februar 2017 ist die Gerichtsstrukturreform vollständig umgesetzt worden. Bis Februar 2017 entstanden infolge der Reform Baukosten in Höhe von über 6 Mio. Euro. Ein von der Fraktion Die Linke Anfang 2019 eingebrachter Gesetzentwurf, durch den die 6 eingerichteten Zweigstellen zurück in Amtsgerichte umgewandelt worden wären, wurde mehrheitlich abgelehnt. Mit der im August 2020 vorgelegten Evaluation der Gerichtsstrukturreform empfahl das Justizministerium keine grundsätzlichen Veränderungen der eingenommenen Gerichtsstrukturen vorzunehmen.